# Willy Gervin
Willy Viggo Gervin (* 28. November 1903 in Kopenhagen; † 8. Juli 1951 in Roskilde) war ein dänischer Bahnradsportler.
Bei den UCI-Bahn-Weltmeisterschaften 1929 in Zürich belegte Willy Gervin den dritten Platz im Sprint der Amateure. Im selben Jahr wurde er dänischer Meister in dieser Disziplin. 1930 wurde er Erster im 1000-Meter-Zeitfahren bei den Skandinavischen Meisterschaften.
1931 wurde Gervin bei den Bahn-Weltmeisterschaften in Kopenhagen Vize-Weltmeister der Amateursprinter. Bei den Olympischen Sommerspielen 1932 in Los Angeles errang er gemeinsam mit Harald Christensen die Bronzemedaille im Tandemrennen. Im Sprint schied er im Viertelfinale aus.